# 13 mars 1933
Le lundi 13 mars 1933 est le 72e jour de l'année 1933.

## Naissances
- Marguerite Duparc (morte le 13 février 1982), distributrice, puis monteuse et productrice de cinéma
- William A. Niskanen (mort le 26 octobre 2011), universitaire américain
- Mahdi Elmandjra (mort le 13 juin 2014), professeur et écrivain marocain en sciences humaines et sociales
- Donald Henry Gaskins (mort le 6 septembre 1991), tueur en série américain
- Mike Stoller, auteur américain

## Décès
- Robert Innes (né le 10 novembre 1861), astronome écossais-sud-africain
- Adolf Melander (né le 28 février 1845), architecte suédois
- Toshirō Sasaki (né le 14 avril 1900), romancier japonais

## Autres événements
- Créations de cardinaux par Pie XI
  - Pietro Fumasoni-Biondi
  - Carlo Salotti
  - Theodor Innitzer
  - Maurilio Fossati
  - Angelo Maria Dolci
  - Elia Dalla Costa
  - Jean-Marie-Rodrigue Villeneuve
  - Federico Tedeschini
- Première audition de l'Hymne d'Olivier Messiaen par l'Orchestre des concerts Straram
- Création par décret du Ministère du Reich à l'Éducation du peuple et à la Propagande
- Un séisme d'intensité V est ressenti à Sisteron
- Dans le poème éponyme (auteur Frédéric Rey - "L'instant poétique"), c'est le "13 mars 1933" que le narrateur rencontre la mystérieuse Elsa, à l'occasion d'un voyage en train.